# Caso Lovanio

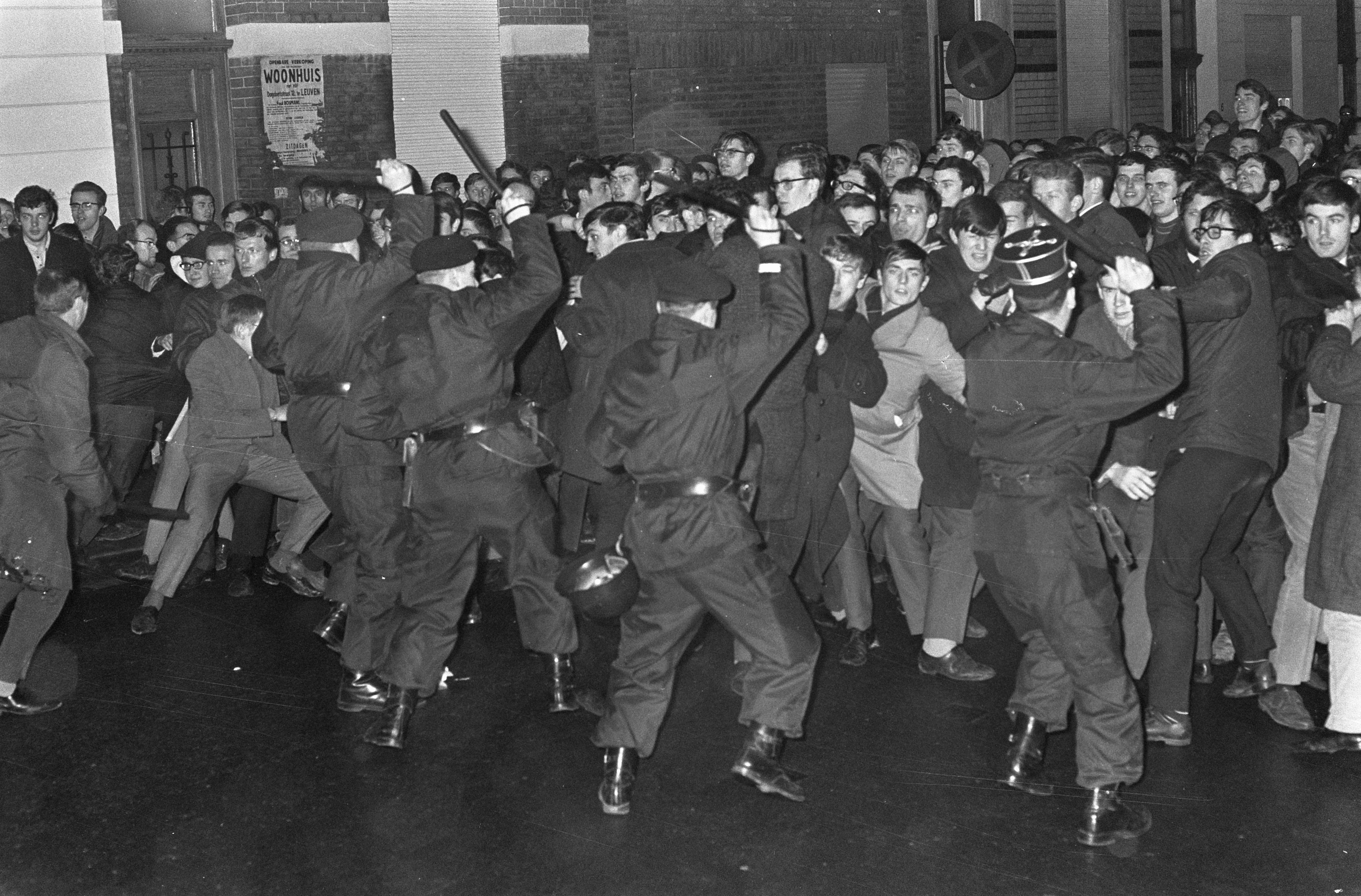
Studenti fiamminghi e gendarmi si scontrano a Lovanio, nel gennaio del 1968.

Il caso Lovanio fu una crisi politica che scosse il Belgio tra il 5 novembre 1967 e il 31 marzo 1968. La crisi influenzò la politica belga e portò alla caduta del governo di Paul Vanden Boeynants. Segnò un'escalation della tensione linguistica nel Belgio del dopo-guerra ed ebbe conseguenze durature per altre istituzioni bilingui in Belgio nell'ambito sia dell'istruzione superiore che della politica.

## Antefatti

### Movimento fiammingo e lamentele linguistiche
Il Belgio divenne indipendente nel 1830 e ha una popolazione divisa in parti uguali tra francofoni e olandesi. Tuttavia, il francese era privilegiato come lingua franca delle classi superiori e dell'alta cultura. Questo si rifletteva nell'Università Cattolica di Lovanio, fondata nel 1835, che per gran parte della sua esistenza erogò le lezioni solo in francese nonostante fosse situata nelle Fiandre, la regione di lingua olandese. Lovanio, in particolare, era un'università elitaria favorita dai belgi del "pilastro" cattolico e strettamente associata alla politica e alla Chiesa cattolica.
Durante il XIX secolo, nelle Fiandre emerse un movimento fiammingo che chiedeva uno status maggiore per la lingua olandese. L'erogazione dell'istruzione superiore in lingua olandese fu una grande richiesta, specialmente all'Università di Gand, dove i "fiamminghisti" nel 1916 collaborarono anche con gli occupanti tedeschi per creare un'università di lingua olandese. Dal 1930 gli insegnamenti a Lovanio furono forniti separatamente in francese e in olandese.

### Origini della crisi
Da molto tempo i nazionalisti fiamminghi chiedevano la chiusura della sezione francofona dell'Università Cattolica di Lovanio, situata nelle Fiandre, la regione di lingua olandese. Il contesto degli anni sessanta e le sue ripetute crisi linguistiche e in particolare l'affermazione del principio del monolilinguismo regionale stabilito dalla leggi sulla lingua di Gilson del 1962, rese le richieste fiamminghe più urgenti. Queste furono accolte con un categorico rifiuto del potere organizzativo dell'università, i vescovi del Belgio. Essi non volevano dividere la più grande università belga in due atenei autonomi. In tale contesto, anche la duplicazione dei corsi, il bilinguismo amministrativo e il numero crescente di insegnanti di lingua olandese non erano sufficienti per soddisfare le esigenze dei fiamminghi, che continuavano a percepire Lovanio come un'università francofona in territorio fiammingo.

## Scoppio della crisi
La questione linguistica belga giunse nell'agenda politica dal 5 novembre 1967, quando trentamila fiamminghi e ventisette parlamentari del Partito Sociale Cristiano, marciarono per le strade di Anversa per chiedere che gli studenti francofoni lasciassero Lovanio, a nome dello Ius soli e del monolinguismo regionale. Secondo i promotori delle proteste le motivazioni non erano ideologiche ma anche pratiche: la democratizzazione della formazione universitaria e l'aumento del numero degli studenti avrebbe reso difficile la convivenza nella piccola città del Brabante.
Dopo la manifestazione di Anversa, gli studenti fiamminghi di Lovanio marciarono regolarmente per le strade della città, cantando slogan ostili ai Francofoni, tra cui il famoso "Walen Buiten" (i Valloni fuori). I francofoni reagiscono con derisione andando in processione a Houte-Si-Plou e creando l'Università di Houte-Si-Plou, in origine null'altro che una pura beffa per mostrare all'opinione pubblica l'aberrazione della decisione di dividere l'ateneo.
Il governo di Paul Vanden Boeynants lasciò il potere organizzativo all'università per trovare un compromesso. Questo sembrava però sempre più difficile. Il 2 febbraio 1968, monsignor Emiel-Jozef De Smedt, vescovo di Bruges, cambiò la posizione espressa insieme agli altri vescovi il 13 maggio 1968. Egli confessò a Courtrai, davanti a un'assemblea di membri della Lega dei contadini, che aveva "grossolanamente sbagliato". Questo sembrò segnare una rottura nella posizione della Chiesa.
Il 6 febbraio 1968, l'intervento alla Camera dei rappresentanti del popolare fiammingo Jan Verroken mostrò la profonda divisione che esisteva all'interno della famiglia sociale-cristiana. Il Primo ministro Paul Vanden Boeynants non ebbe altra scelta che rassegnare le sue dimissioni al re Baldovino, per paura di essere sfiduciato dal Parlamento.

## Conseguenze
Durante la successiva campagna elettorale, il Partito Sociale Cristiano non presentò un programma unitario, vedendo una netta divergenza tra la componente francofona e quella fiamminga; ciò avrebbe portato allo sfaldamento del partito che, successivamente, si sarebbe diviso in due distinti soggetti politici. La famiglia cristiano-sociale perse dieci seggi nelle Fiandre e in Vallonia ma ne guadagnò due a Bruxelles grazie alla popolarità di Paul Vanden Boeynants. Per contro, il Fronte Democratico dei Francofoni, il Raggruppamento Vallone e l'Unione Popolare, tre partiti che rappresentano gli interessi delle loro comunità linguistiche contro gli altri, guadagnarono rispettivamente due, cinque e otto seggi.
Il nuovo governo guidato da Gaston Eyskens il 24 giugno 1968 annunciò che la sezione francofona avrebbe lasciato Lovanio. Essa chiese però che fosse la sezione fiamminga a finanziare il trasferimento, dal momento che essi lo avevano richiesto. Fu concordato un piano per il trasferimento in una città pianificata in Vallonia e presto chiamata Louvain-la-Neuve, vicino a Ottignies, nella provincia del Brabante Vallone. La Facoltà di medicina è situata invece a Woluwe-Saint-Lambert, nella regione di Bruxelles-Capitale. La divisione dell'università fu formalizzata subito dopo e si ebbe così la creazione di due nuove università: l'Université catholique de Louvain (UCL) e la Katholieke Universiteit Leuven (KUL). Questa mossa affrettata fece temere per la sopravvivenza dell'istituzione. Tuttavia, il 20 ottobre 1972 iniziò il primo anno accademico a Louvain-la-Neuve, una città che era ancora un cantiere edile.
Il caso Lovanio segnò l'inizio di una serie di scissioni istituzionali su linee linguistiche in tutto il Belgio. La Libera Università di Bruxelles, fondata nel 1834, nel 1969 si articolò in linee linguistiche. Si crearono così l'Université libre de Bruxelles (ULB) e la Vrije Universiteit Brussel (VUB).
Il suo impatto fu avvertito anche nella politica. Il caso Lovanio rivelò una frattura tra le fazioni di lingua francese e fiamminga all'interno del Partito Sociale Cristiano, specialmente nelle elezioni del 1968 in cui entrambe le fazioni condussero campagne su diversi manifesti. La spaccatura fu formalizzata nel 1972 quando il vecchio partito si divise in linee linguistiche nel Centro Democratico Umanista e nei Cristiano-Democratici e Fiamminghi. Tendenze analoghe si riflessero in altri grandi partiti, tra cui il Partito Liberale, che si divise nel 1961 e si scisse formalmente nel 1972. Il Partito Socialista Belga sopravvisse fino al 1978, quando si sciolse. La crisi di Lovanio portò anche alla rapida ascesa di partiti politici regionalisti, come l'Unione Popolare e il Fronte Democratico dei Francofoni.

## Cronologia degli eventi[2]
- 11 agosto 1962: autonomia dei due regimi linguistici dell'Università Cattolica di Lovanio.
- Luglio 1964: in tutta riservatezza, la sezione francese inizia la prima ricerca di un terreno nella provincia del Brabante Vallone. In questa fase non si pensava tuttavia di creare una nuova città, né di trasferire l'intera sezione francese dell'UCL.
- 9 aprile 1965: secondo un atto dell'Università, l'UCL è autorizzata ad espandersi a Woluwe-Saint-Lambert e nel cantone di Wavre.
- 13 maggio 1966: i vescovi belgi ricordano le loro posizioni, ovvero la possibilità di espansione ma il mantenimento di un centro universitario unitario a Lovanio. Immediatamente gli studenti fiamminghi scioperano: le processioni anticlericali si moltiplicano nelle Fiandre.
- Settembre 1966: primi ordini di espropriazione a Ottignies per 150 ettari.
- 5 novembre 1967: trentamila fiamminghi, compresi ventisette membri del PSC-CVP, sfilano per le strade di Anversa per chiedere che gli studenti francofoni lascino Lovanio.
- 2 febbraio 1968: monsignor Emiel-Jozef De Smedt, vescovo di Bruges, ribalta la sua posizione, espressa con gli altri vescovi del paese, il 13 maggio 1966, e si dice favorevole alla divisione dell'università.
- 7 febbraio 1968: dimissioni del governo cattolico-liberale di Paul Vanden Boeynants.
- 31 marzo 1968: elezioni legislative.
- 24 giugno 1968: dichiarazione governativa "che impone alla sezione francese dell'Università la creazione di intere unità pedagogiche in nuovi siti scelti da essa e nel quadro di un programma da essa stabilito, nella misura in cui i mezzi finanziari siano assicurati e garantiti".
- 11 settembre 1968: i francofoni dell'UCL affermano che non avevano mai chiesto il loro trasferimento, il consiglio accademico dell'UCL ribadisce il loro diritto a continuare a operare dove sono, richiede i mezzi finanziari necessari per questa mossa e specifica che questo trasferimento sarà accompagnato dalla creazione di un nuovo centro urbano. Il nome "Louvain-la-Neuve" appare poche settimane dopo.
- 18 settembre 1968: approvazione del piano di trasferimento della sezione francese. Nelle settimane successive, una nuova regolamentazione organica dichiara ufficialmente la scissione tra l'Université catholique de Louvain (UCL) e la Katholieke Universiteit Leuven (KUL).
- 2 febbraio 1971: posa della prima pietra a Louvain-la-Neuve in presenza del re Baldovino I.
- 1968: il Partito Sociale Cristiano si divide: da un lato l'omonimo Partito Sociale Cristiano, poi divenuto Centro Democratico Umanista; dall'altro il Partito Popolare Cristiano, successivamente trasformatosi in Cristiano-Democratici e Fiamminghi.